# Kilariodes
Kilariodes is een geslacht van haften (Ephemeroptera) uit de familie Leptophlebiidae.

## Soorten
Het geslacht Kilariodes omvat de volgende soorten:
- Kilariodes marifae